# Controllerhandboken
Controllerhandboken är en handbok inom ekonomi med inriktning på controllers (styrekonomer).
Boken utkom första gången 1986 på Mekanförbundets Förlag. Aktuell utgåva är nummer 10 i ordningen (2013) och utges av Liber. Tidigare utgavs den av Industrilitteratur för Teknikföretagen, f.d. Sveriges Verkstadsindustrier. Redaktör för boken från starten fram till 9:e upplagan (2008) var professor emeritus Lars A. Samuelson. Då trädde adj prof Nils-Göran Olve in som medredaktör. Från 10:e upplagan (2013) har Olve haft professor Fredrik Nilsson som medredaktör.
Boken omspänner samtliga områden som en controller förutsätts behärska och kunna analysera; allt från budgetorganisation till styrning av olika delar av verksamheten som olika investeringar, produktutveckling, marknadsföring, inköp, immateriella resurser med mera. Närmare 30 specialister har medverkat som författare till bokens 22 kapitel (drygt 650 sidor).